# 星斑宽腹蛛
星斑宽腹蛛（学名：Theridula gonygaster）为球蛛科宽腹蛛属的动物。分布于日本、北美洲、非洲以及中国大陆的四川、广西等地，常生活于玉米叶以及茄子叶下面。